# Varposaari (ö i Kajanaland, Kehys-Kainuu, lat 64,94, long 28,97)
Varposaari är en ö i Finland. Den ligger i sjön Kiantajärvi och i kommunen Suomussalmi i den ekonomiska regionen  Kehys-Kainuu  och landskapet Kajanaland, i den centrala delen av landet, 600 km norr om huvudstaden Helsingfors. Öns area är 1,7 hektar och dess största längd är 290 meter i öst-västlig riktning.